# Cruz del Norte (Alemania)
Nordkreuz (Cruz del Norte en Alemán) es el nombre de un grupo paramilitar de extrema derecha que se están preparando para  un colapso estatal esperado el "Día X" y que se dice que planearon una masacre de trabajadores humanitarios que ayudaban a refugiados que estaban vistos como oponentes políticos. El grupo se formó en Mecklemburgo-Pomerania Occidental a principios de 2016 y vio la luz en agosto de 2017. Junto con Südkreuz, Westkreuz y grupos similares, formó parte de la red Hannibal que fue descubierta en 2018. Varias agencias policiales de la ley investigaron a algunos miembros. Según el fundador Marko G. de agosto de 2020, el grupo todavía está activo.

## Descubrimiento
Durante las investigaciones contra soldados de la Bundeswehr desde 2017, que estaban dirigidas principalmente contra el ultraderechista teniente Franco A. y sus contactos, en diferentes agencias policiales. En una reunión de cuatro miembros del grupo, el propietario del lugar donde almacenaban sus armas dijo que las personas "que se benefician de la política de refugiados" deberían "ser secuestradas y llevadas a un lugar donde las maten" en caso de crisis. Consideró que se trataba de un juego mental de "ciudadanos preocupados". Solo dos miembros del grupo habrían representado esta “dirección más radical”.
Se dice que Horst S. se ofreció como denunciante de irregularidades en la BKA. La Oficina Federal para la Protección de la Constitución (BfV) y el Servicio de Contrainteligencia Militar (MAD) ya lo habían interrogado en junio de 2017, incluso sobre sus pedidos de libros en la sociedad Thule. Se desconoce por qué lo dejaron pasar. Negó cualquier contacto con Franco A. y afirmó que solo compró libros sobre las Waffen SS por interés en la biografía de su abuelo. Usando los datos de contacto de su teléfono celular, los investigadores se encontraron con seis preparadores de Mecklenburg que estaban hablando sobre un colapso estatal esperado en su grupo de chat "Nordkreuz" y que querían usarlo para matar a oponentes de izquierda.

## Militantes
El fundador y líder del grupo, así como el administrador de sus chats, fue Marko G. de originario de Banzkow. Solía ser un televidente y paracaidista, más tarde funcionario de la Oficina de Policía Criminal del Estado de Mecklemburgo-Pomerania Occidental (LKA), donde pertenecía a un grupo de trabajo especial (SEK). Como miembro de la SEK, era un tirador de precisión entrenado para rescatar rehenes. Según la investigación de la agencia noticiosa taz, ya se notó en la Bundeswehr con un "interés en la historia militar reciente" de la era nazi. En 1993 estuvo con una unidad en un batallón de tanques de Brandeburgo, de la cual desapareció una metralleta del tipo Uzi. Fue encontrada en el apartamento de Marko G. en 2019.
Durante su formación avanzada como fuerza policial superior, llevó al trabajo libros sobre la Wehrmacht y las SS y vistió camisetas con lemas de extrema derecha. En 2009, al menos dos policías denunciaron su comportamiento oralmente y por escrito a sus superiores, pero no hicieron nada. La nota alarmante al jefe de la Oficina de la Policía Criminal del Estado sobre el interés indiferenciado de Marko G. en el nacionalsocialismo y las SS se desvaneció. A finales de 2015, Marko G. se unió al grupo de chat ya existente "Nord" y unas semanas más tarde fundó los otros grupos de chat encriptados llamados "Nord Com", "Nordkreuz" y "Four wins" en Telegram.
Administraba estos grupos de chat bajo el seudónimo de "Hombre", organizaba reuniones de sus miembros, recolectaba dinero para sus depósitos y les asignaba tareas. En noviembre de 2016, cuando los investigadores ya conocían a su grupo, en enero de 2017, el experto de tiro del grupo le envió reglas sobre "mantener limpia la raza alemana" a partir de 1938. El 20 de abril de 2017, el “cumpleaños del Führer”, Marko G. le envió una foto de Adolf Hitler con la inscripción “Feliz cumpleaños”. Otras imágenes que mandarían en el grupo eran soldados que apuntaban con armas a una persona que yace en el suelo, debajo se leía "solicitud de asilo rechazada". Marko G. llamó "chatarra" al actual Ministro Federal de Relaciones Exteriores, Heiko Maas.
Los dos acusados por el Fiscal Federal son el abogado Jan Hendrik H. de Rostock y el detective jefe Haik J. de Grabow. En 2017 Hendrik fue vicepresidente de "Ciudadanos Independientes por Rostock" (UFR), que fue alcalde de Rostock hasta 2019. Otros miembros son el comandante de la Bundeswehr Horst S. de Cracovia (hasta marzo de 2017 Subjefe de la Asociación de Reservistas de Mecklemburgo-Pomerania Occidental) y el maestro artesano Axel M. de Crivitz. Alrededor de 30 miembros masculinos se reunieron en su casa, a veces con mujeres y niños. La mayoría de los miembros viven en ciudades entre Schwerin, Hagenow y Ludwigslust. Al menos dos de ellos (Marko G. y Haik J.) son miembros del partido Alternativa para Alemania (AfD). Casi todos son reservistas en la Bundeswehr en el distrito de la base aérea de Laage. Después de la redada, Marko G. dijo a la revista Panorama que el grupo estaba formado por banqueros, médicos, deportistas, técnicos, ingenieros, policías y artesanos independientes. Según la BfV, la mayoría de los miembros proceden del entorno de la Bundeswehr y la Policía de Mecklemburgo-Pomerania Occidental, teniendo entrenamiento en tiro con armas de fuego y municiones.
Frank T., propietario y entrenado de un campo de tiro fue miembro de Nordkreuz hasta 2017. Es un maestro con el uso de la pistola y entrena fuerzas especiales de Alemania y el extranjero, incluidos comandos de operaciones especiales, policía antidisturbios, equipos del GSG 9 de la policía federal, del Comando Cobra de Austria, equipos SWAT de los EE. UU. Otros miembros de la Cruz del Norte le compraron armas y municiones y participaron en sus cursos de formación. El patrocinador y visitante frecuente de la reunión anual fue el ministro del Interior de Mecklemburgo-Pomerania Occidental, Lorenz Caffier (CDU). El Ministerio del Interior de su estado continuó la cooperación con la empresa de T. durante dos años hasta el verano de 2019.

## Objetivos y Preparativos
Según el procurador general de la República de agosto de 2017, al menos algunos integrantes del grupo se preparaban para el colapso del orden social y estatal en un "día X". Creían que las políticas gubernamentales sobre refugiados empobrecerían los presupuestos públicos y privados, y que aumentarían los ataques y otros delitos. Vieron la crisis inminente como una oportunidad "para arrestar a representantes del espectro político de izquierda y matarlos con sus armas". Discutieron esto e hicieron los preparativos apropiados. Axel M. nombró al austriaco Walter K. Eichelburg, (autor de teorías conspirativas de extrema derecha) como fuente de inspiración. Esto afirma que los musulmanes se están preparando para una insurrección nombrada la "revuelta musulmana" y luego conquistarán las ciudades. Los grupos de vigilantes tendrían que iniciar la "reconquista" del país.

### Depósitos de almacenamiento y búnkeres
Los miembros del grupo sostenian que se sucitarian grandes desastres climáticos, cortes de energía, y una "ola de refugiados" de inmigrantes musulmanes. Es por eso que cada miembro creó una "reserva de hierro" para el "Día X" que consiste en alimentos enlatados, generadores de energía de emergencia, armas y municiones. Algunos militantes habían construido búnkeres debajo de sus casas, otros simplemente acumulaban frutas secas y agua. Según la investigación, miembros del grupo habían instalado depósitos con combustible, alimentos y municiones. Para ello, cada miembro aportó unos 600 euros a un fondo común.
El operador de un campo de tiro cerca de Rostock vendió armas a los miembros. Un instructor de la base aérea de la Bundeswehr en Laage los invitó al área de seguridad después del trabajo, donde se les permitió volar el simulador de un Eurofighter. Se dice que el abogado acusado Jan Hendrik H. organizó una competencia de tiro en fiestas de cumpleaños detrás de su casa y nombró una copa de desafío como premio en honor a Mehmet Turgut de Rostock, la quinta de nueve víctimas de asesinato en la serie de asesinatos de NSU.

### Armas y municiones
Todos los miembros de Nordkreuz tenían armas legales como rifles de cacería o armas de tiro deportivo, condujeron juntos a las prácticas de tiro en Güstrow, al campo de tiro de la policía a Plate cerca de Schwerin o al campo de tiro en Schwerin-Hagenow bajo el paraguas de la Bundeswehr Asociación de reservistas. Allí se encontraban regularmente con el exalcalde de la Bundeswehr, Horst S., que tenía los datos de su teléfono celular. En septiembre de 2017, la policía encontró armas legales e ilegales en el fundador de Nordkreuz, Marko G. Luego, la fiscalía de Schwerin lo investigó por violaciones de la ley del control de armas.
Resultó que desde al menos abril de 2012 se habían robado alrededor de 10.000 cartuchos de munición de las fuerzas locales de Mecklemburgo-Pomerania Occidental y se habían pasado a Marko G. y al grupo Nordkreuz. Tres exoficiales de SEK fueron sospechosos de robo y conspiración. El 12 de junio de 2019, el fiscal de Schwerin arrestó a los cuatro funcionarios de la SEK por violar la Ley de Control de Armas de Guerra y la Ley de Armas, así como por fraude. Los investigadores registraron sus apartamentos y oficinas en Güstrow, Waldeck, Banzkow, cerca de Schwerin. Durante la segunda búsqueda en junio de 2019, los investigadores encontraron otras armas en la casa de Marko G y en la de sus suegros, incluida la Uzi que había sido robada a las fuerzas armadas, un silenciador ilegal, armas deportivas, dos Glock y pistolas Ruger, granadas de aturdimiento, pólvora, miras telescópicos y un rifle Winchester.  En ambas incursiones encontraron un total de alrededor de 55.000 cartuchos de munición. Esto provino en gran medida de las existencias policiales de siete estados federales, la policía federal, las fuerzas armadas alemanas y las aduanas. Aún no se ha aclarado cómo llegó a Mecklemburgo-Pomerania Occidental y no se le dio seguimiento en el proceso penal posterior contra Marko G. Algunos de los cartuchos encontrados en Marko G. habían sido entregados a la empresa Baltic Shooters por parte de elementos de LKA y otras agencias policiales, siendo robado numerosas municiones, que fueron almacenadas en Güstrow.
Queda sin respuesta si Frank T. y sus empleados fueron sometidos a un control de seguridad antes de que se les concediera permiso para los cursos de formación y qué autoridades. Un empleado del distrito, que había emitido tarjetas de posesión de armas a Marko G., era a su vez miembro de la asociación de reservistas, de la que procedían muchos miembros de Nordkreuz. Más tarde testificó que Marko G. estaba registrado en el distrito como experto en armas. Según expertos gran parte de las municiones usadas por el grupo curiosamente no tienen la calidad vista en las municiones usadas por agencias policiales en la región. La gran cantidad de municiones desviadas hacia Nordkreuz muestra esta deficiencia. Según la investigación de los medios, además de la Uzi que había robado en 1993, robo 1400 balas, agravando su condena, ya que según la Ley de Control de Armas de Guerra solo podían venderse a las autoridades policiales y militares. A principios de 2018 otro de los arrestados, Sven J. participó en la misión de Frontex en la nave “Poseidon” contra la “migración ilegal” y contrabandistas durante cuatro semanas. Según información del Comité del Interior de Mecklemburgo-Pomerania Occidental, su actitud radical se advirtió demasiado tarde.
De 2009 a 2019, cinco unidades especiales de Suiza también participaron en los talleres anuales en el campo de tiro de Bockhorst en Güstrow. Las empresas contratistas de defensa RUAG y B&T presentaron allí sus armas y proporcionaron munición de práctica. En el juicio contra Marko G. resultó que más de 4000 cartuchos de las municiones que se le encontraron procedían de RUAG y que 1750 de ellos habían sido enviados directamente a Frank T. Las empresas contratistas negaron algún vínculo directo con el grupo terrorista y mucho menos que hayan colaborado con los miembros.

### Listas de enemigos
Según los informes iniciales, Jan Hendrik H. hizo lista de más de 5000 nombres (aunque las autoridades afirmaron encontrar un total de 25,000 nombres y direcciones) y direcciones de presuntos opositores en su despacho de abogados, incluidos funcionarios públicos, periodistas, activistas y políticos, en su mayoría de Mecklemburgo-Pomerania Occidental. Tomó los nombres de fuentes públicas y mantuvo la lista sin evidencia de intención de intentar atacarlos. Se dice que Haik J. espió los datos de registro de opositores políticos a través de la computadora de su oficina. Si bien las listas de enemigos han sido comunes en los grupos radicales de derecha, la lista hecha por Cruz del Norte es la lista más completa de su tipo hasta la fecha y fue parcialmente publicada por la prensa Incluye 24.522 nombres y direcciones de activistas de izquierda, punks, políticos y artistas conocidos de toda Alemania. La mayoría de estos datos provienen de una base de datos de clientes pirateada en 2015 por la empresa de pedidos por correo en línea de Duisburg Impact Mailorder con alrededor de 40,000 nombres de clientes y socios comerciales.
El 14 de julio de 2017, el miembro de AfD del parlamento estatal, Heiner Merz, distribuyó el pirateo alrededor de 25.000 nombres, direcciones y direcciones de correo electrónico de presuntas personas de Antifa como un archivo adjunto de correo electrónico. Pidió a los miembros de la AfD que "guarden, distribuyan y utilicen" la lista, es decir, que busquen personas de su entorno local, que las den a conocer localmente y las denuncien a sus empleadores: "Hay pocos límites para su imaginación". Después de que aparecieran los mismos datos en Nordkreuz, Merz afirmó que había recibido la lista de un antifascista que se había retirado y que estaba “equivocado”. El grupo terrorista Revolución Chemnitz también tuvo acceso a la lista que circula en el escenario de la extrema derecha.
En una segunda redada en abril de 2018, los investigadores encontraron partes de la base de datos de clientes pirateadas en 2015 en soportes de datos electrónicos pertenecientes a miembros de Nordkreuz. Según la Fiscalía Federal, querían utilizar la lista de hackers para especificar información sobre posibles objetivos humanos. Según los protocolos policiales confirmados por los investigadores, un miembro de Cruz del Norte fue interrogadodeclararon que querían utilizar las listas para encontrar “personalidades de izquierda” para “liquidarlas en caso de conflicto”. Además, Jan Hendrik H. planeaba emitir a sus camaradas sellos en los encabezados de la Bundeswehr cuando ocurra el “día X” para que pudieran llegar a las “áreas operativas” para realizar los asesinatos de manera más organizada. Además, la cúpula del grupo recopiló datos personales de toda Alemania, también allí principalmente de personas de izquierda y de quienes han hablado positivamente sobre los refugiados y los solicitantes de asilo.
Varios activistas y políticos reaccionaron por la facilidad que un grupo extremista recolecto datos delicados de estas personalidades. Sus registros también contenían números de teléfono, direcciones de correo electrónico y artículos de periódicos sobre la crisis de refugiados en 2015. Al 28 de junio de 2019, los investigadores de BKA presentaron a las 29 personas dos archivos con un total de 500 páginas y preguntaron les sobre el origen de los archivos que contenían Información. Varios de los entrevistados expresaron su sorpresa porque la LKA no les informó con prontitud, sino dos años después. El 12 de julio de 2019, la investigación de RND publicó detalles de las listas. En consecuencia, se enumeran personas de 7963 ubicaciones en Alemania y en el extranjero. El alcance exacto de las listas de enemigos de Cruz del Norte no está claro porque la información proporcionada por el gobierno federal contradice en parte la de los estados federales. El primero confirmó el origen de alrededor de 25.000 nombres personales del pirateo de pedidos por correo en línea de 2015 y declaró que sus conjuntos de datos no se habían modificado ni complementado. Sin embargo, dado que se dice que Haik J. hizo un mal uso de la computadora de su oficina para buscar datos de registro, los datos que se encontraron sobre él no solo podrían haber sido copiados de Internet. Además, la lista general contiene muchos más nombres de los respectivos estados federales de los que declararon las autoridades.

### Planificación del "Día X"
A principios de 2017, dos ex paracaidistas, así como Haik J. y Marko G. intercambiaron ideas de extrema derecha en su propio grupo de chat de Telegram llamado "Four Wins", según el gobierno federal. Según la BKA (julio de 2019) llamaron a los refugiados "invasores", contra los cuales había que usar la fuerza armada si era necesario. Además buscaban un lugar para encarcelar a sus "oponentes" durante el "Día X".
Según un informe de la RND, miembros de Nordkreuz quería pedir 200 bolsas para cadáveres y Cal viva (cal apagada), esto para volver irreconocibles los cadáveres y su rápida descomposición en fosas comunes. La intención de ordenar surgió de una lista manuscrita de tres páginas con direcciones de pedido para estos materiales, contactos y relaciones de apartamentos. La BfV presentó el documento al Bundestag en junio de 2019. La Fiscalía Federal solicitó medidas de vigilancia extendidas contra el grupo por el hallazgo.

#### Conexión con otras agrupaciones
Según una investigación del TAZ publicada en noviembre de 2018, Nordkreuz era parte de una red de grupos de chat y "preppers" que se están preparando para un golpe armado el "Día X". El administrador de la red con el nombre en clave "Hannibal" era el soldado de la Bundeswehr André S., exmiembro de la KSK. Después de dejar la KSK, fue la "persona de información" de las tendencias extremistas de derecha en la Bundeswehr para la red.
El 13 de septiembre de 2017, supo por un empleado del Ministerio Público Federal estaba investigando a Nordkreuz. Después de eso, André S. probablemente advirtió a otros miembros sobre futuras búsquedas y entrevistas. Fue interrogado como consecuencia del posterior proceso penal contra su informante MAD. Surgió su papel como administrador de red y cofundador de la asociación Uniter. Su red también incluía otros grupos de chat, incluidos "Nord", "Nord.Com", "Ost", "West" y "Süd", organizados a lo largo de la división geográfica de la administración militar, así como grupos en Austria y Suiza. Después de que Franco A. fuera arrestado y acusado de presunto terrorista de derecha, se borraron todos los chats de estos grupos a "Hannibal".  Las células asociadas llamadas "Südkreuz" y "Westkreuz", así como un grupo de apoyo en Berlín y sus alrededores, no tenían listas de enemigos propios según las investigaciones realizadas hasta el momento.

## Conexión con Alternativa por Alemania
Después de que se conocieran las acusaciones contra el investigador criminal Haik J., la AfD de Mecklemburgo-Pomerania Occidental lo convocó a un grupo de trabajo del partido sobre seguridad interna a fines de 2017. En enero de 2018 lo eligió vicepresidente de su comité técnico de  "Seguridad Interna, Justicia y Protección de Datos". Fue empleado de la circunscripción del entonces miembro de la AfD del parlamento estatal Holger Arppe. El abogado acusado Jan Hendrik H. tuvo buenos contactos con él. El fundador de Nordkreuz, Marko G., también es miembro de AfD. Después de que los medios publicaran registros de chat de Arppe con solicitudes de ejecución contra opositores políticos ("Quiero verla ahorcada, cavar un hoyo, todos adentro y apagados"), la AfD lo excluyó del partido a principios de 2018.
Después de los informes iniciales de los medios sobre la red Hannibal, la Fiscalía Federal hizo registrar los apartamentos de siete personas en doce lugares el 23 de abril de 2018, incluido el de Holger Arppe. Anteriormente había sido acusado de sedición según los protocolos de chat. Los investigadores copiaron los datos de su computadora y teléfono celular y lo interrogaron durante siete horas como testigo en las charlas de North Cross. Arppe escribió sobre Jan-Hendrik H. en un grupo de chat: “El tipo encajaría perfectamente en nuestras filas. Odia la izquierda, tiene un armario de armas bien surtido en el garaje y vive bajo el lema: Si la izquierda se vuelve completamente loca en algún momento, estaré preparado ”.
En mayo de 2015, Arppe conversó con otros miembros de AfD sobre un miembro del Partido Verde en Rostock: “¿Necesitamos su dirección? Esta noche tengo que alimentar la computadora de mi oficina con sus datos”. El nombre y la dirección privada escrita a mano de Green estaban en la lista de enemigos de Nordkreuz. Sin embargo, no hay pruebas fiables de que la propia Arppe perteneciera a Nordkreuz.

## Medidas posteriores

### Seguimiento
Según su propia información, la oficina de justicia de Baviera (BfV) ha estado observando Nordkreuz desde otoño de 2016 con todos los servicios de inteligencia disponibles. En respuesta a una solicitud de Martina Renner, el gobierno federal respondió, por un lado, que la BfV recibió conocimiento de Nordkreuz por primera vez. Por otro lado, la misma respuesta dijo que la BKA se había enterado de los grupos de chat a través de un testimonio en julio de 2017 y a su vez informó a la BfV.

### Procedimientos disciplinarios y penales
El Ministerio del Interior del Estado permitió inicialmente que Marko G. continuara trabajando como policía, ya que el Ministerio Público Federal no lo había catalogado como sospechoso. Él y Haik J. solo fueron suspendidos del servicio en enero de 2018. Marko G. solo fue detenido en junio de 2019 después de que se le encontraran más armas y municiones robadas. Se han incautado todas las armas ilegales y legales en su poder. Sus tarjetas de propiedad de armas fueron revocadas. Se interpuso una acción disciplinaria en su contra y el 20 de noviembre de 2019 se abrió un juicio en Schwerin por atesoramiento ilegal de armas y municiones. En enero de 2019, el Ministerio del Interior del Estado Mecklemburgo-Pomerania Occidental inició procedimientos contra cuatro de los seis miembros de Nordkreuz arrestados, todos policías, por violaciones de la Ley de Armas, y se despidieron a los oficiales relacionados al grupo.
Después de una sentencia del Tribunal de Distrito de Bonn en marzo de 2019, la Asociación de Reservistas tuvo que readmitir a los cuatro miembros de Nordkreuz que fueron excluidos en 2018, incluidos los dos acusados por el Fiscal Federal y uno de los funcionarios de la SEK sospechosos de robar municiones. El tribunal no vio pruebas de sus sentimientos anticonstitucionales. Pertenecer al grupo de chat "Nordkreuz" y la escena preparatoria no son una violación del orden básico democrático libre. Si bien la asociación reservista enfatizó que los cuatro miembros de la Cruz del Norte ya no participaron en los simulacros de blancos habituales y el entrenamiento de la Bundeswehr, el comando regional de la Bundeswehr no descartó esto. El 19 de diciembre de 2019, el Tribunal Regional de Schwerin condenó a Marko G. a una pena condicional de 21 meses de prisión. El veredicto quedó muy por debajo de la sentencia exigida por el fiscal. El juez presidente lo justificó con el hecho de que Marko G. poseía legalmente muchas armas y 30.000 cartuchos de munición, lamentó de manera creíble su acto y se mostró dispuesto a cooperar, esto a pesar de haber comprado municiones de manera ilegal. La fiscalía solicitó una revisión, principalmente porque no aceptó la falta de motivación terrorista de Marko G. en su colección de armas y municiones.
La fiscalía solicitó una revisión, principalmente porque no aceptó la falta de motivación extremista de derecha de Marko G. en su colección de armas y municiones. La munición almacenada incorrectamente no se incluyó en la sentencia y no hubo razones específicas para la suspensión de la pena de prisión.
En abril de 2020, estaban en curso once procedimientos disciplinarios contraagentes de policía que poseían vínculos con grupos o chats extrema derecha en Mecklemburgo-Pomerania Occidental. Según el Ministerio del Interior, ocho de ellos estaban relacionados con el caso Marko G. En agosto de 2020, según el Ministerio del Interior del estado, se sospechaba que un total de 17 ex policías en activo y un empleado de la policía estatal difundían ideas de extrema derecha en los chats de Internet pertenecientes a "Nordkreuz".

### Información de los afectados
En septiembre de 2017, el Tribunal de Distrito entregó 1477 registros de miles de personas que viven en Mecklemburgo-Pomerania Occidental. Los 29 nombres adicionales se conocieron en octubre de 2017, pero inicialmente se clasificaron como información solo con fines policiales y no como una lista de personas en riesgo. En 2018, El Ministerio del Interior del Estado era el encargado de informar a las personas enumeradas, pero Caffier siempre se negó. No quería hablar de "listas de muerte", ni informar a sus colegas en el parlamento estatal al respecto, ni dar instrucciones a la LKA para que informara a las personas incluidas en la lista porque no veía amenazas para ellas. 
El Tribunal de Distrito asumió una "situación de riesgo abstracto" para las aproximadamente 25.000 personas de la lista descubierta en 2018 y no les informó. El Ministerio Federal del Interior también se ha negado hasta ahora a proporcionar más información sobre posibles "listas de muerte" debido a las investigaciones en curso.
El conocimiento de "listas de muerte" creadas por el grupo atrajo un nuevo problema, ahora entre instituciones o activistas que querían saber si estaban en la listas, pero por razones de seguridad no se les daba respuesta.
La Oficina de Policía Criminal del Estado de Brandeburgo declaró que aún no habían informado a los ciudadanos de Brandeburgo en la lista porque el presente riesgo de ataques de piratas informáticos y la vulnerabilidad a datos delicados, esto sin haber advertencias de peligro específicas para ellos. Pero ahora quieren enviarles cartas informativas. Después de que se conociera la lista de pedidos de bolsas para cadáveres y cal viva, la situación de peligro para las personas amenazadas por Nordkreuz se clasificó como mucho más grave. Diversos políticos pidieron a las autoridades federales que abandonen su anterior política de no información en las listas e informen a las alrededor de 25.000 personas afectadas.
El 18 de julio de 2019, representantes de todos los partidos de la oposición, (excepto la AfD) en el parlamento estatal bávaro pidieron protección personal para los ciudadanos amenazados por Nordkreuz. El ministro del Interior de Baviera, Joachim Herrmann, lo rechazó y enfatizó que solo la Fiscalía Federal decide sobre la publicación de las listas, que aseguró que "podrían utilizarlos para seguir amenazando". Al día siguiente la oficina descartó un peligro específico y actual de las personas, instituciones y organizaciones incluidas en la lista y negó que fueran "listas de enemigos o incluso de muerte". Recopilar información sobre "el oponente político" y anunciar sus nombres es algo común en los delitos de motivación política y afecta cada vez más a figuras públicas, funcionarios, grupos de ciudadanos e instituciones de los medios de comunicación. El objetivo principal es "despertar el miedo y difundir la inseguridad".
Desde el 22 de julio de 2019, el Ministerio del Interior del Estado informó por medio cartas  a unos 1200 ciudadanos de Mecklemburgo-Pomerania Occidental que estaban en las listas de Nordkreuz. Pero las autoridades siguieron menospreciando tales recopilaciones sobre "personajes políticos destacables" son "no infrecuentes en el área de extrema derecha e izquierda" y generalmente no están acompañadas de un peligro inmediato. Los destinatarios de las cartas llamaron a esta política de información un "chiste de mal gusto" y un "desastre total". Después de manejo poco prudente de estas listas, varios políticos exigen al gobierno federal un organismo que coordine los distintos procesos penales en una misma "lista de enemigos".
En 2018, el Ministerio del Interior y Deporte de Hamburgo había negado que sus estuvieran en la "lista de enemigos" de Nordkreuz, pero confirmó en agosto de 2019, cuando el grupo parlamentario de Hamburgo le preguntó, que 364 personas figuran en la zona metropolitana de Hamburgo, 236 de ellas. con una dirección de registro en Hamburgo, habiendo 24 personas repetidas. Además, la autoridad descartó cualquier información incluso para los afectados porque, según la BKA, actualmente no corren riesgo. Después de las críticas, la Oficina de Policía Criminal del Estado de Hamburgo estableció una línea directa de información para que el público preguntase si estaba en la lista. Desde la prensa se crítico el manejo descoordinado y poco eficiente, esto si se toma en cuenta fueron creadas por exmiembros de la policía y el ejército, algunos de los cuales incluso fueron investigados por sus vínculos con la extrema derecha, además de haber descuidado lo suficiente las redes sociales como para dejar que personas de interés se comunicaran de manera descentralizada y secreta en grupos de chat encriptados, usar las redes sociales para construir y reforzar una cosmovisión conspiracionista y fantasear con una situación de autodefensa (el llamado "Día X").

### Informes posteriores
Después de la redada en agosto de 2017, el ministro del Interior, Lorenz Caffier, hizo que se creara una comisión para investigar la escena del preparador, que, sin embargo, aún no había presentado un informe dos años después. En agosto de 2018, luego de una solicitud de libertad de información, el ministerio de Caffier rechazó la publicación del informe de la comisión sobre la escena de la preparación, del cual supuestamente solo había borradores hasta entonces. La iniciativa de transparencia FragDenStaat presentó una demanda contra esto..
Una comisión de expertos de tres personas debería "examinar a fondo" las fuerzas especiales del país para fines de octubre de 2019. Sin embargo, más de una docena de preguntas parlamentarias sobre Nordkreuz y la red Hannibal quedaron sin respuesta debido a las investigaciones en curso, incluida la pregunta de por qué los procedimientos contra los tres miembros de Nordkreuz y los dos funcionarios de la SEK se llevan a cabo por separado y las pruebas no se consideran como la formación de una organización terrorista. No quedó claro por qué las autoridades, conociendo esos grupos de chat, sus contactos con otros sospechosos, no iniciaron una investigación sobre una posible organización terrorista. El 26 de noviembre de 2019, la comisión de investigación en este caso, encabezada por Heinz Fromm, anunció un resumen de ocho páginas de su informe. Después de eso, los agentes de policía con vínculos neonazis pudieron asumir el liderazgo de opinión en una unidad de la SEK porque sus superiores no hicieron nada al respecto. La oficina estatal de Schleswig-Holstein casi no tenía conocimiento propio sobre el grupo y sus miembros. Como resultado, Caffier colocó a la SEK bajo la policía antidisturbios en lugar de la LKA y transfirió a un líder y al jefe de la SEK, aunque esto fue al departamento de extremismo de derecha en la protección del estado de la constitución.
Después de una investigación dentro de la escena supervivencialista las autoridades fueron duramente criticadas porque se muestra cómo los 15 expertos de la Oficina para la Protección de la Constitución, la Policía Estatal o las Fuerzas Armadas alemanas utilizaron muy pocas herramientas de investigación para encontrar los llamados "preparacionistas radicales". Según el gobierno federal, las cabecillas del grupo Marko G., representa “una sólida actitud de extrema derecha”. A pesar de lo anterior, el gobierno federal respondió en mayo de 2020 que no tenía conocimiento del origen de las acciones ilegales de municiones de Marko G. Este último había completado el proceso en su contra sin aclarar el origen de las municiones, y consideró que el rastreo exacto de las rutas de las municiones en el proceso en curso contra tres excolegas de Marko G. consumía demasiado tiempo, además de que otros estados no llevaron a cabo sus propias investigaciones o las presentaron a los fiscales de Schwerin. Renner criticó el poco rigor con el que se ahondaron las investigaciones. A lo largo de 2020, Lorenz Caffier se negó a responder a las preguntas de los medios sobre si él mismo había comprado y ayudando al entrenamiento con armas en los campos del tiro de la red. A principios de 2018 compró una pistola a Frank T bajo una licencia de cazad. Afirmó que las primeras sospechas contra la empresa de Frank sólo habían llegado a su estado a principios de 2019. Sin embargo, según el gobierno federal de febrero de 2020, la oficina de investigaciones de Mecklemburgo-Pomerania Occidental ya se había enterado de los chats encriptados en julio de 2017. La Oficina Estatal de Protección de la Constitución recibió documentos de investigación de la BKA en marzo de 2018. Contenía declaraciones sobre un usuario "tirador báltico", el nombre de la empresa de Frank T. en Güstrow, y sobre otro miembro de Nordkreuz que gestiona el campo de tiro allí. Las autoridades sospechaban que Lorenz Caffier sabían podría tener vínculos con Frank T. y su empresa estaban conectados a Nordkreuz. Por ello, varios políticos federales y estatales criticaron duramente la actitud de Caffier y exigieron una aclaración precisa sobre su nivel de conocimiento; algunos pidieron su renuncia. La directora parlamentaria del grupo parlamentario de izquierda en el Bundestag, Niema Movassat, declaró: "Las personas que reciben amenazas de los nazis deben confiar en que los miembros del gobierno no harán tratos con los nazis". El 17 de noviembre de 2020, LorenzCaffier dimitió como Ministro del Interior de Mecklemburgo-Pomerania Occidental: ya no tenía la autoridad necesaria para su cargo.